# Насир ибн Муршид
Насир ибн Муршид ибн Султан ал-Йаруба (умер 14 апреля 1649 года) — основатель династии Йарубидов. Правил с 1624/1625 по 1649 год. Он принял власть в тяжёлое время, когда правящая династия ослабла, внутренние районы страны были охвачены междоусобицами, а португальцы захватили контроль над прибрежными районами. В результате серии кампаний он объединил оманские племена и изгнал португальцев с большей части своей страны.

## Предыстория
В 1507 году португальская эскадра адмирала Альфонсо Альбукерке встала у Рас-эль-Хадд.
В начале XVI века на побережье на восточном побережье Аравийского полуострова (где сейчас расположен Оман) утвердились португальцы. Главным их оплотом стал захваченный в 1507 году город-порт Маскат. Борьба за власть между Набханидами и выборными имамами не позволили им изгнать португальцев. В свою очередь власть португальцев никогда не распространялась дальше узкой прибрежной полосы. В начале XVII века в борьбу за Оман вступили шахи Ирана. Они также как и аравийцы потеряли в XVI веке контроль над рядом прибрежных городов и владений (Ормуз и иные). Но Аббасу I в 1623 году при помощи англичан удалось изгнать португальцев из Ирана. Португальцы перенесли свою резиденцию в Маскат.
Но в 1624 году большинство шейхов оманских племен договорились избрать имамом Насира ибн Муршида ибн Султана ал-Йаруба (1624—1649).

## Правление
Насир ибн Муршид начал борьбу против португальцев. Но так как ряд племен выступал против того чтобы Насир был имамом, то всё свое правление он подавлял мятежи.
Первым отвоеванным у португальцев пунктом стало селение Нахль. Добившись подчинения Низвы и Дахиры, а также взяв под контроль оазисы Бурейми оманцы приступили к Батине 
Затем оманцам под руководством Насира ибн Муршида удалось захватить крепости Джульфар, Курийят, Сур и Джалян. В 1643 году пал Сухар. В 1645 году Насир ибн Муршид предложил Английской Ост-Индийской компании разместить в Сухаре свою штаб-квартиру. После того как та согласилась португальцы оказались фактически блокированы в регионе им угрожали и арабы, и персы, и англичане, и голландцы.
К 1645 году в результате блокады португальских владений и военных действий на побережьях Индостана и Индонезии голландцы смогли настолько усилится, что не только перехватили торговлю пряностями, но и снабжение отдельных крепостей противника. Крепость Маската удерживал гарнизон состоящий в основном из индусов Гоа, которыми командовали европейские офицеры. У гарнизона были проблемы со снабжением и подкреплениями. В таких благоприятных для себя условиях арабы Омана планировали напасть на Маскат и захватить его. Но они так долго собирались, что блокада Гоа завершилась и гарнизон Маската был сменён свежими войсками.
В 1649 году войска Насира ибн Муршида, воспользовавшись тем, что начался период летних муссонов и помощь из Гоа не могла прийти осадила крепость Маскат с суши и моря. Но во время осады Насир умер. Власть перешла к его родственнику Султану I ибн Сайфу, который в 1650 году захватил Маскат и изгнал португальцев с полуострова.